# Burr DeBenning
Burr DeBenning, właśc. Burris F. DeBenning (ur. 21 września 1936 w Seminole, zm. 26 maja 2003 w Miramonte) – amerykański aktor. Wystąpił w ponad 100 filmach i serialach telewizyjnych.

## Filmografia (wybór)
- 1968 Słodki listopad jako Clem Batchman
- 1968 Columbo jako Kapitan Loomis
- 1980 Zadanie specjalne
- 1980 Magnum jako Russler
- 1986 Matlock jako Major Jeffries
- 1989 Koszmar z ulicy Wiązów V: Dziecko snów jako Pan Jordan
- 1992 Pole miłości jako Spiker